# Rob Langereis
Robert (Rob) Langereis (Amsterdam, 7 februari 1939 – Bussum, 8 augustus 2014) was een Nederlands bassist. Naast contrabas speelde hij ook basgitaar en gitaar.

## Biografie
Langereis speelde vanaf het midden van de jaren zestig, aanvankelijk in het kwartet van pianist Frans Elsen en vervolgens in het kwartet van Misha Mengelberg. In de jaren zestig en zeventig werkte hij onder andere met het Klaus Weiss trio, en de Festival Big Band), het trio Rob Franken, het Piet Noordijk kwartet en het Rob Agerbeek quintet. Tussen 1978 en 1999 was hij bassist bij het Metropole Orkest. Ook werkte hij met The Skymasters (de bigband van de AVRO), het Timeless Orchestra. Verder was hij werkzaam als docent aan het Hilversums Conservatorium.
Tussen 1966 en 1999 was Langereis bij 129 opnamesessies betrokken, onder andere met Eef Albers, Pia Beck, Don Byas, Blind John Davis, Dusko Goykovich, Peter Herbolzheimer, Chris Hinze, Pim Jacobs, Greetje Kauffeld (als lid van het kwartet van Henk Elkerbout), Little Willie Littlefield, Tete Montoliu, Wim Overgaauw, Rogier van Otterloo, Zoot Sims, Toots Thielemans, Conny Vandenbos en Ben Webster (Live in Amsterdam, 1969). Hij is als basgitarist te horen op het album Turks fruit (1973), de soundtrack voor de gelijknamige film. Als gast van de WDR Big Band Köln werkte hij in 1988 mee aan opnamen met Friedrich Gulda en Joe Zawinul voor Music for Two Pianos.

## Discografie
(selectie)

- 1966 - Misha Mengelberg Piet Noordijk Quartet – Journey
- 1970 - Ben Webster – Ben Op Zijn Best
- 1970 - Chris Hinze – Vivat Vivaldi!
- 1972 - Rob Agerbeek Quintet – Home Run
- 1973 - Wim Overgaauw, Rogier Van Otterloo – Nuages
- 1974 - The Galactic Light Orchestra – Time Travellers Galaxis